# Deutscher Gymnasialverein
Der Deutsche Gymnasialverein war ein Lehrerverband von 1890 bis 1945, der die Interessen der humanistischen Gymnasien im Deutschen Reich vertrat.
Seine Gründung erfolgte als Reaktion auf die Einberufung der Dezember-Konferenz 1890 zur Schulreform in Preußen durch Wilhelm II. Unter dem nationalliberalen Vorsitzenden und Kölner Schulleiter Oskar Jäger verbanden sich die Anhänger des traditionellen altsprachlich orientierten Gymnasiums, die am Abiturprivileg dieser Schulform festhalten wollten, gegen die Vertreter der Realgymnasien. Die Verbandszeitschrift wurde Das humanistische Gymnasium, die bis heute unter dem Namen Gymnasium besteht. Spätere Vorsitzende waren Otto Immisch (1915–1927) und Otto Regenbogen, der 1936 wegen seiner jüdischen Ehefrau zum Rücktritt gezwungen wurde. Der letzte Vorsitzende war der Nationalsozialist Rudolf Herzog (Gießen).
Eine Abspaltung war der 1925 gegründete Deutsche Altphilologenverband, den ab 1929 aber ebenso Otto Regenbogen in Personalunion leitete.

## Erste Vorsitzende
1. 1890–1892 Eduard Zeller (Berlin)
2. 1892–1901 Wilhelm Schrader (Halle)
3. 1901–1907 Oskar Jäger (Bonn)
4. 1907–1913 Gottfried Friedrich Aly (Marburg)
5. 1913–1914 Gustav Uhlig (Heidelberg)
6. 1915–1926 Otto Immisch (Freiburg)
7. 1926–1929 vakant, Geschäftsführung durch den Zweiten Vorsitzenden Emil Kroymann (Berlin)
8. 1929–1936 Otto Regenbogen (Heidelberg)
9. 1936–1937 Emil Kroymann (Berlin)
10. 1937–1945 Rudolf Herzog (Großhesselohe bei München)